# Mineos

Reinos en Arabia Meridional en el 100 a. C. En amarillo oscuro, el reino de Ma'in y su capital, Qarnawu.

Los mineos fueron un antiguo pueblo árabe de la Arabia Meridional, habitantes del reino de Ma'in (en lengua sudarábica antigua mʿn, que se vocaliza Maʿīn, en árabe moderno معين, Maʿīn), en la zona nororiental del actual Yemen, que vivieron en el I milenio a. C.
Se extendía a lo largo de la franja desértica denominada por los geógrafos árabes medievales, Sayhad, lo que ahora es conocida como Ramlat Dehem. Su capital era Qarnawu (también conocida como Qarnau o Karna).

## Historia
Los mineos constituían uno de los cuatro antiguos pueblos de la zona mencionados por Eratóstenes. Los otros eran los sabeos, los hadramitas y los qatabanes. Cada uno con sus reinos regionales, con los mineos al noroeste (en Uadi al-Yauf), los sabeos al sureste de los mineos, los qatabanes al sureste de los sabeos y los hadramitas al este de los anteriores. Los mineos vivieron en lo que hoy es la Gobernación de Yauf del Yemen. Una mayoría de la tribu de Dhu Hussayn se consideran a sí mismos los nietos de los mineos junto con su tribu hermana de Dhu Mohamed. 
Cuando los cuatro pueblos se habían organizado en reinos regionales, los mineos tuvieron una posición dominante entre el 1200 a. C. y el 650 a. C., en el comienzo de la expansión del comercio en la ruta terrestre del incienso. El reino mineo, al igual que los otros reinos de la península arábiga, estuvo muy involucrado en las rutas comerciales transarábigas, especialmente en el lucrativo comercio de especias, incienso y mirra. Esta ruta caravanera le permitió, junto con el cultivo intensivo mediante canales de irrigación, conseguir una hegemonía que luego pasaría al reino de Saba hasta que su predominio pasara al reino de Himyar.
El reino de Ma'in resurgió en el siglo VI a. C. pero se encontró posteriormente bajo el imperio de Saba. Sólo alrededor de 400 a. C. los mineos lograron aliarse con Hadramaut y liberarse de Saba. En el siglo IV a. C. tanto Ma'in como Hadramaut fueron gobernados por la misma familia, una estrecha relación que se rompió de nuevo, probablemente en la segunda mitad de ese siglo. La capital del reino fue Yathill (la moderna Baraqish) y más tarde, Qarnawu (cerca de la moderna Ma'in). El reino conoció su edad de oro en el siglo III a. C., cuando extendió su influencia a lo largo de la ruta del incienso debido al conquistar Najrán, Asir y Hiyaz. 
Los mineos llegaron hasta Dedán y su comercio de larga distancia muestra la presencia de sus comerciantes en el Egeo implicándose también en el comercio marítimo. A finales del siglo II a. C., Ma'in se encontraba bajo el dominio de Qataban, pero después del colapso del imperio qatabaneo, el reino mineo cayó también. La zona estuvo bajo el dominio de Saba, hasta el momento en que el general romano Elio Galo emprendió una campaña militar en la zona en 25 a. C. -24 a. C.